# Demba Seck
Demba Seck, né le 10 février 2001 à Guédiawaye au Sénégal, est un footballeur international sénégalais qui évolue au poste d'ailier droit au Partizan Belgrade, en prêt du Torino FC.

## Biographie

### En club
Né à Guédiawaye au Sénégal, Demba Seck prend la direction de l'Italie afin de rejoindre son père à Massa Lombarda. Il est formé à la S.P.A.L., où il est également prêté à l'Imolese Calcio et au Sasso Marconi avant d'intégrer l'équipe première. 
Seck joue son premier match avec l'équipe première de la SPAL le 28 octobre 2020, lors d'une rencontre de coupe d'Italie face au FC Crotone. Entré en jeu à la place d'Enrico Brignola, Seck se fait remarquer en inscrivant également son premier but, dans les prolongations. Son équipe s'impose finalement après une séance de tirs au but. Il joue son premier match de Serie B le 18 janvier 2021 contre l'AC Reggiana 1919. Il entre en jeu à la place du capitaine Sergio Floccari, et la SPAL l'emporte par deux buts à zéro.
Le 31 janvier 2022, lors du mercato hivernal, Demba Seck s'engage en faveur du Torino FC,. Il découvre alors la Serie A, jouant son premier match avec le Torino dans cette compétition, le 27 février 2022 contre le Cagliari Calcio. Il entre en jeu à la place de Marko Pjaca et son équipe s'incline par deux buts à un.
Le 23 janvier 2024, Demba Seck rejoint le Frosinone Calcio sous la forme d'un prêt jusqu'à la fin de la saison.
Le 20 août 2024, Demba Seck est de nouveau prêté par le Torino FC, cette fois à l'US Catanzaro pour une saison. Le club dispose d'une option d'achat sur le joueur.

### En sélection
Demba Seck honore sa première sélection avec l'équipe nationale du Sénégal le 24 septembre 2022, lors d'un match amical face à la Bolivie. Il entre en jeu à la place de Krépin Diatta et son équipe s'impose par deux buts à zéro.